# اسکندر مؤمنی
اسکندر مؤمنی (زادهٔ ۱۳۴۱) سرتیپ پاسدار فراجا است که از سال ۱۴۰۳ در دولت چهاردهم به‌عنوان وزیر کشور و جانشین فرماندهی کل قوا در فراجا فعالیت می‌کند. مؤمنی پیش‌تر از سال ۱۳۹۷ تا ۱۴۰۳ مشاور رئیس‌جمهور و دبیرکل ستاد مبارزه با مواد مخدر بود.
مؤمنی دارای مدرک کارشناسی ارشد روابط بین‌الملل از دانشگاه تهران و دکتری تخصصی امنیت ملی از دانشگاه عالی دفاع ملی است.
وی در جنگِ ایران و عراق از اعضای سپاهِ پاسداران بود. مؤمنی از ۱۳۸۰ تا ۱۳۸۲ فرمانده انتظامی خراسان بود، از ۱۳۸۲ تا ۱۳۸۴ به‌عنوان معاون انتظامی فرمانده نیروی انتظامی فعالیت می‌کرد، از ۱۳۸۳ تا ۱۳۸۴ ریاست مرکز فوریت‌های پلیسی ۱۱۰ را نیز برعهده داشت و در فاصله سالهای ۱۳۸۴ تا ۱۳۸۷ معاون عملیات نیروی انتظامی بود. وی از ۱۳۸۸ تا ۱۳۹۴ ریاست پلیس راهنمایی و رانندگی را برعهده داشت و در فاصله سالهای ۱۳۹۴ تا ۱۳۹۷ به‌عنوان جانشین فرمانده نیروی انتظامی فعالیت می‌کرد.

## زندگی
اسکندر مؤمنی به سالِ ۱۳۴۱ در شهر قائم‌شهر، استان مازندران زاده شد. وی از سال ۱۳۹۴ تا ۱۳۹۷ جانشین فرمانده نیروی انتظامی ایران بوده است. مؤمنی پیش از آن نیز از سال ۱۳۸۸ تا ۱۳۹۴ به عنوان جایگزین محمد رویانیان در سمت ریاست پلیس راهنمایی و رانندگی ناجا (پلیس راهور) مشغول به کار بود. پس از وی تقی مهری جایگزین او در راهور ناجا شد. وی عضویت سپاه پاسداران در زمان جنگ ایران و عراق و فرماندهی نیروی انتظامی خراسان را نیز در سوابق خود دارد. مؤمنی همچنین معاون عملیات ناجا و از بنیانگذاران پلیس ۱۱۰ کشور بود. او دارای دکترای امنیت ملی و عضو هیئت علمی دانشگاه علوم انتظامی است.

## نشان‌های دولتی
| نشان      | درجه   | مدال | تاریخ دریافت  | رئیس‌جمهور       | منبع  |
| --------- | ------ | ---- | ------------- | --------------- | ----- |
| نشان خدمت | درجه ۳ |      | ۱۶ اسفند ۱۳۹۱ | محمود احمدی‌نژاد | [ ۷ ] |

## جایزه‌ها و نشان‌های افتخار
این بخش شامل نشان‌ها و جایزه‌های رسمی سردار مؤمنی است که بر روی لباس همسان او نصب می‌شود ولی جایزه‌های غیرنظامی و غیررسمی را دربر نخواهد گرفت.

### آرم‌ها
| آرم‌های سینه           |
| دانشگاه عالی دفاع ملی |

| آرم‌های بازو          |
| فرماندهی و ستاد ناجا |

### نوار نشان‌ها
|  |  |  |
|  |  |  |
|  |  |  |

### نام نشان‌ها
| دوره عالی امنیت استراتژیک | نشان جانبازی    |            |
| دوره کارشناسی‌ارشد ناجا    | دوره دکتری ناجا |            |
| دوره عمومی انتظامی        | دوره علمی       | دوره تخصصی |